# Dia dels Herois (Namíbia)
El Dia dels Herois, anomenat Dia de Namíbia per les Nacions Unides, és un dia festiu a Namíbia que se celebra anualment el 26 d'agost i commemora l'inici de la Guerra de la Independència.
Les celebracions nacionals tenen lloc a diferents llocs, generalment al nord del país, a prop de les zones de batalla importants. Centenars de persones es reuneixen per a veure com els líders rememoren oficialment els veterans de l'Exèrcit Popular d'Alliberament de Namíbia. Durant aquest dia també es fa el lliurament de guardons honorífics, com ara medalles militars.
En la jornada del 1975, l'Índia i Turquia van emetre segells sota el títol de «Dia de Namíbia». L'any següent, es va inaugurar l'Institut de les Nacions Unides per a Namíbia, un organisme d'educació terciària precursor de la Universitat de Namíbia. En la mateixa data, el 2002, es va exposar públicament per primera vegada Heroes' Acre, un monument commemoratiu de guerra als afores de Windhoek.